# Єнган-тайши
Єнган-тайши (*д/н — 1495) — 7-й очільник Дербен-Ойрата в 1486—1495 роках. Відомий також як Архан, в китайських джерелах — Ян Хань.

## Життєпис
Походив з племені чорос-ойратів. Брат або син Кешик Орог-тайши. Післясмерті того 1486 року за підтримки великого кагана Даян-хана стає новим тайши Дербен-Ойрату. Втім невшовзі його браткУч-Кешикоголосив також себе тайши. В результаті Дербен-Ойрат було розділено між ними.
Здійснював спочатку походи проти Могулістану. Спробував повстати проти Дяан-хана, але зазнав поразки. З початку 1490-х років допомагав мінській залозі в Хамі відбивати напади Султан-Ахмад-хана I. У 1493 році боровся на боці китайців за Турфанську оазу.
У 1495 році внаслідок двох потужних військових кампанії Султан-Ахмад-хана I зазнав нищівної поразки й загинув. В результаті влада роду Чорос припинилася. Новим очільником Дербен-Ойрат було обрано представника хошутів — Буувея.